# Francesca Baruzzi
Francesca Baruzzi Farriol (San Carlos de Bariloche, 22 de julio de 1998) es una esquiadora alpina argentina.

## Carrera deportiva
Comenzó a competir en torneos juveniles en 2014, el 12 de agosto del mismo año en la Copa Sudamericana celebrada en el Cerro Catedral finalizando en el cuarto puesto en eslalon especial.
Participó en los Juegos Olímpicos de la Juventud de Lillehammer 2016, donde fue la abanderada de la delegación argentina durante la ceremonia de apertura.  Compitió en las modalidades de eslalon, combinada y Súper G, finalizando en los puestos 10.º, 18.º y 28.º respectivamente.
Debutó en torneo de mayores durante el Campeonato Mundial de Esquí Alpino de 2017, donde finalizó 9.ª en la competición por equipos. Obtuvo el primer puesto en eslalon especial durante la Copa Sudamericana de 2018 celebrada en Las Leñas. Durante el Campeonato Mundial de Esquí Alpino de 2019 finalizó  41.ª en eslalon gigante y 9.ª en competición por equipos. Dos años después, durante el Campeonato Mundial de Esquí Alpino de 2021 fue 36.ª en supergigante y 30.ª en eslalon gigante.
Durante la Copa del Mundo FIS de Kranjska Gora en febrero de 2021, Baruzzi obtuvo la medalla de plata en la prueba femenina de eslalon gigante con un tiempo total de 1:51.94 luego de dos pasadas, mientras que en diciembre del mismo año obtuvo el tercer puesto en la misma categoría durante la Copa Continental en Panorama, Canadá.

### Pekín 2022
En enero de 2022, clasificó a los Juegos Olímpicos de Pekín 2022, y fue designada abanderada, junto a Franco Dal Farra, de la delegación argentina durante la ceremonia de apertura.

### Copa del Mundo
Francesca hace su debut en Copa del Mundo el 08-01-2019 en Flachau (Austria) en Slalom, no logrando la clasificación para la segunda manga. 
Participa en dos carreras más de Copa del Mundo en ese año, una en 2021 y es en 2022 cuando comienza a participar de forma más constante, llegando a correr en 5 fechas de esa temporada.
En 2024 completa todo el calendario, participando en las 8 carreras de ese año y en 2025 logra su primera clasificación a la segunda manga en Kranjska Gora (Eslovenia), entrando en el TOP30 y logrando los primeros puntos para Argentina en la historia en Slalom Gigante en una Copa del Mundo.